# Tapogliano
Tapogliano là một đô thị ở tỉnh Udine trong vùng Friuli-Venezia Giulia thuộc Ý, có cự ly khoảng 40 km về phía tây bắc của Trieste và khoảng 25 km về phía đông nam của Udine. Tại thời điểm ngày 31 tháng 12 năm 2004, đô thị này có dân số 452 người và diện tích là 5,0 km².
Tapogliano giáp các đô thị: Campolongo al Torre, Romans d'Isonzo, San Vito al Torre, Villesse.